# マクラーレン・MP4-12
マクラーレン・MP4-12 (McLaren MP4-12) は、マクラーレンが1997年のF1世界選手権に投入したフォーミュラ1カーである。チーフデザイナーはニール・オートレイ。

## 概要
- 長年使用してきた「MP4/**」のモデルネームが一部刷新され、このモデルより「MP4-**」と、コードナンバーの前に付く符号が"/"から"-"に変更された。
- マクラーレンは23年間に渡ってタイトルスポンサーを務めたマールボロとの契約を1996年シーズンをもって終了し、1997年からインペリアル・タバコグループのレームツマ社と契約した。
- 同社のドイツ向け煙草ブランドであるウエスト（West）をタイトルスポンサーとして、カラーリングもそれまでの赤/白から、黒/銀を基調としたものに変更した。
- イメージ刷新にあたり、ウィンターテスト時のマシンはニュージーランドのナショナル・レーシングカラーである「パパイヤオレンジ」に塗装され[注 1] 、その後ニューカラーリングを公開するという演出が行われた。
- ドライバーは前年に引き続きミカ・ハッキネンとデビッド・クルサードのコンビとなった。

## 開発
ハンドリングのバランスに難のあったMP4/11の問題点を徹底的に洗い出し、設計が進められた。エアロダイナミクス改善では、カーボン製のフロント・サスペンションアームの断面形状を流線型にした。エレクトリック・デファレンシャルを採用し、インテリジェント・ドライブ・バイ・ワイヤも熟成させた。メルセデスエンジンは高回転、ハイパワーをコンセプトにして、開発されていった。
1997年8月からは、ウィリアムズから移籍加入したエイドリアン・ニューウェイも開発に加わった。

## シーズン
開幕戦オーストラリアGPは、ウィリアムズのハインツ＝ハラルド・フレンツェンがトップを走り、2番手をデビッド・クルサードが走行していた。しかし、フレンツェンに左フロント・ブレーキのトラブルが発生し、クルサードが逆転優勝。チームとしては1993年オーストラリアGP以来の勝利をあげた。その後は着実にポイントを重ねていくもののリタイアも出るグランプリが続き、トップ争いに食いこむまで今一歩の足踏みをしていた。
第6戦スペインGPの予選から投入したメルセデス・ベンツFスペックエンジンは、800馬力を出力していた。エアロダイナミクスで再び問題をかかえていたMP4-12であったが、高速サーキットで大きなリアウィングをつけて走行しながらも、この投入されたエンジンで中盤戦から表彰台に上がりはじめた。
しかし、ミカ・ハッキネンがトップ走行中の第9戦イギリスGPでは残り7周でエンジンブロー。第14戦オーストリアGPではフロントローに着いたハッキネンがスタートでトップを奪ったが、わずか1周でエンジントラブル。第15戦ルクセンブルクGPではチームは1993年以来、ハッキネンは初のポールポジションを獲得し、決勝でもスタートからトップを走り続けたが、43周目にエンジンブローでリタイア。42周目には2位を走行していたクルサードも同じくエンジンブローでリタイアを喫するなど、エンジンの信頼性が原因でいくつかの優勝できるチャンスを失ってしまった。
それでも第13戦イタリアGPでは1位を走行していたベネトンのジャン・アレジを2位クルサードが同時ピットインで順位を逆転して優勝。ハッキネンも自身初のファステストラップを記録した。最終戦ヨーロッパGPでは、ハッキネンの初優勝をクルサードとのワン・ツー・フィニッシュで飾り、来シーズン以降への名門復活の兆しを見せた。

## スペック

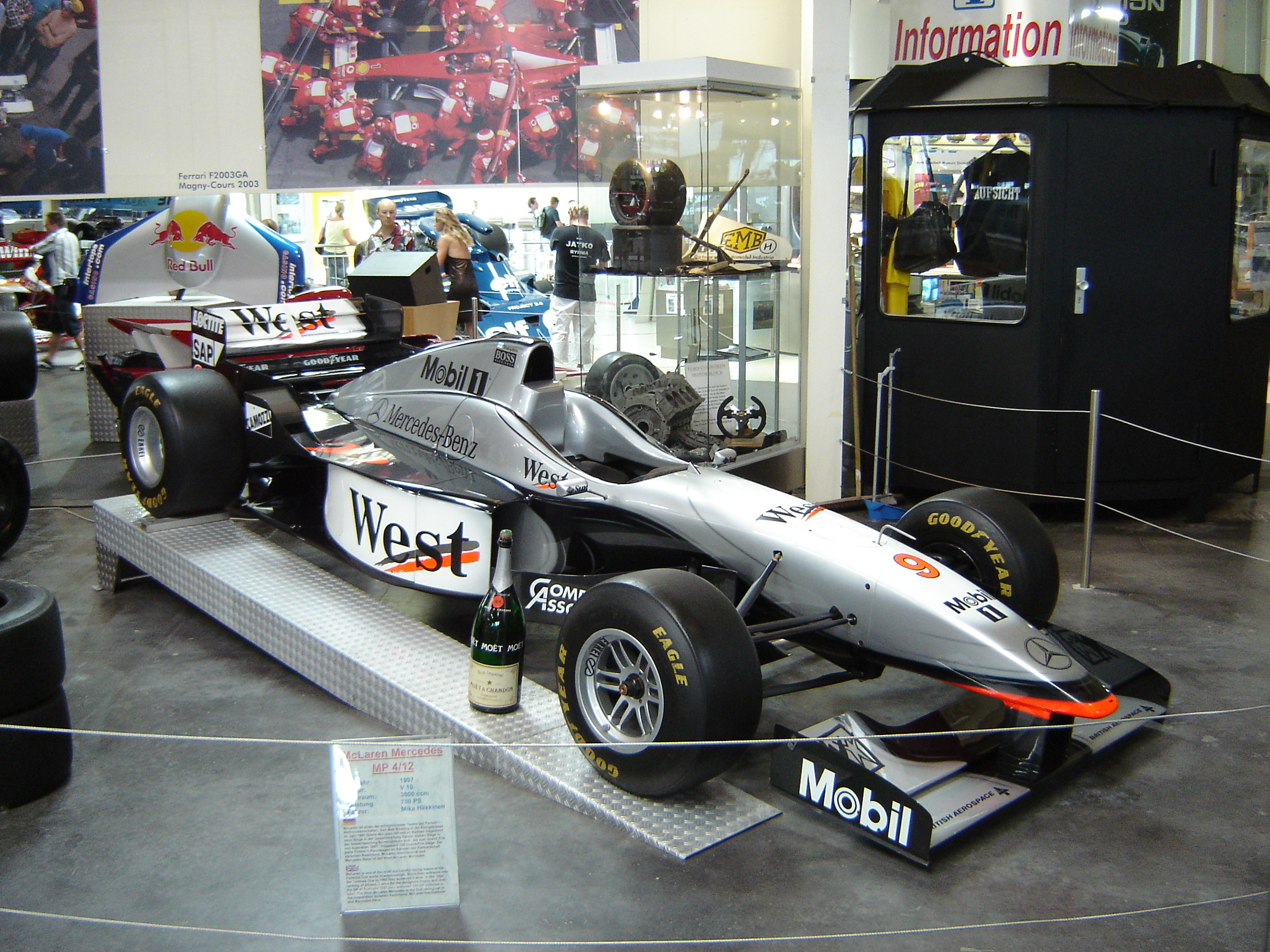
マクラーレンにとって最初のシルバー・アロー

### シャーシ
- シャーシ名 MP4-12
- モノコック カーボンファイバー・アルミハニカム・コンポジット
- 全長 -
- 全幅 -
- 全高 -
- クラッチ AP
- ブレーキキャリパー AP
- ブレーキディスク・パッド カーボンインダストリー
- ホイール エンケイ
- タイヤ グッドイヤー
- ギアボックス 6速セミオートマチック

### エンジン
- エンジン メルセデス・ベンツFO110E/110F
- シリンダーレイアウト V型10気筒・75度(110E)/72度(110F)
- 排気量 3000cc
- 全長 590mm
- 全幅 546.4mm
- 全高 483mm
- 重量 124kg(クラッチを除く)
- エンジンマネージメントシステム及びイグニッションシステム TAG2000エレクトロニックシステム[2]。

## 記録
- 数字は順位、太字はポールポジション、斜字はファステストラップ、Retはリタイア、DSQは失格。(key)

| 年   | No. | ドライバー           | 1   | 2   | 3   | 4   | 5   | 6   | 7   | 8   | 9   | 10  | 11  | 12  | 13  | 14  | 15  | 16  | 17  | ポイント | ランキング |
| 年   | No. | ドライバー           | AUS | BRA | ARG | SMR | MON | ESP | CAN | FRA | GBR | GER | HUN | BEL | ITA | AUT | LUX | JPN | EUR | ポイント | ランキング |
| ---- | --- | -------------------- | --- | --- | --- | --- | --- | --- | --- | --- | --- | --- | --- | --- | --- | --- | --- | --- | --- | -------- | ---------- |
| 1997 | 9   | ミカ・ハッキネン     | 3   | 4   | 5   | 6   | Ret | 7   | Ret | Ret | Ret | 3   | Ret | DSQ | 9   | Ret | Ret | 4   | 1   | 63       | 4位        |
| 1997 | 10  | デビッド・クルサード | 1   | 10  | Ret | Ret | Ret | 6   | 9   | 7   | 4   | Ret | Ret | Ret | 1   | 2   | Ret | 10  | 2   | 63       | 4位        |

ドライバーズランキング 
- ミカ・ハッキネン　6位　27ポイント
- デビッド・クルサード　3位　36ポイント